# Lett költők, írók listája

## Népköltészet
A lett irodalom kezdeteit a lett népélet és népi kultúra iránti érdeklődés megjelenése jelenti. Az első lett nyelvű írott szövegek és az első lett nyelvű iskolák a 18. században a reformáció hatására jelentek meg. 1697-ből származnak az első lett nyelvemlékek Johans Vismanis dundagai lelkész német nyelvű könyvében található lett népdalrészletek parasztdalok címen.
Johann Gottfried Herder, aki 1764 és 1769 között a rigai dóm lelkésze, 1778-ban kiadott Népek hangja dalokban (Stimmen der Völker in Liedern)  művében tizenegy lett népdal található. A 19. század elejétől egymás után jelennek meg a különböző népköltészeti alkotások (dalok, mesék, közmondások, találós kérdések) gyűjteményei. Majd 1873-ban megszervezik az első országos dalosünnepet.
- Népdalok

Az első rendezett népdal gyűjteményt Krišjānis Barons gyűjtötte és adta ki 1894–1905 között. Ez 218000 népdalt (lettül: daina) tartalmaz. Ezt a gyűjteményt 1930-ban Peteris Smits további 4 kötettel 32000 újabban gyűjtött dallal egészített ki. A gyűjteményt 2001 szeptember 4-én a UNESCO felvette a Világemlékezet listájára.
- Népmesék

A lett népmesék klasszikus gyűjteményét 1891–1903 között Ansis Lerchis-Puskaitis rendezte sajtó alá, ez 7 kötetben 6000 mesét és mondát tartalmaz. Sokáig ez volt a világ legnagyobb mesegyűjteménye.
- Garlieb Helwig Merkel

## A nemzeti irodalom kezdetei
- Juris Alunāns
- Andrejs Pumpurs
- Reinis Kaudzites és Matiss Kaudzites
- Apsišu Jekabs